# Lucyna Langer-Kałek
Lucyna Langer-Kałek, född den 9 januari 1956 i Mysłowice, är en polsk före detta friidrottare som tävlade i häcklöpning.
Langer-Kałek deltog vid Olympiska sommarspelen 1980 där hon blev bronsmedaljör på 100 meter häck. Två år senare vid EM 1982 i Aten vann hon guldet på 100 meter häck. Hon har även vunnit EM-guld inomhus på den kortare distansen 60 meter häck. 

## Personliga rekord
- 100 meter häck - 12,43 från 1984